# Pyrausta tinctalis
Pyrausta tinctalis là một loài bướm đêm trong họ Crambidae.